# Atherektomie
Atherektomie ist eine Methode, um hartnäckige, wiederkehrende Verengungen durch Auflagerung in Arterien, die im Rahmen der Arteriosklerose auftreten, zu entfernen. Um das fest anhaftende Verschlussmaterial zu entfernen, wird ein spezieller Atherektomiekatheter verwendet.

Direktionale und Rotations-Atherektomiekatheter

Atherektomiekatheter werden in verschiedenen Konfigurationen angeboten. Gemeinsam ist allen die physische Abtragung der Auflagerung. Einige lassen das abgelöste Material im Blutstrom davonschwimmen, was gegebenenfalls zusätzliche Maßnahmen wie die Platzierung eines Filters notwendig macht. Andere lagern das abgeschälte Material in einer Kammer zwischen, die nach einigen Arbeitsgängen geleert werden muss. Wieder andere lösen die Auflagerung ab, saugen das abgetragene Material an, zerkleinern es und transportieren es kontinuierlich über den Katheter nach außen.
Vorteile der Atherektomie mittels solcher Katheter sind die minimale Invasivität des Eingriffs, der meist mittels Punktion in der Leistenbeuge und Einführung des Katheters über eine Schleuse in Seldinger-Technik durchgeführt wird, sowie die rasche Wiederherstellung des Blutflusses in verengten oder gar verschlossenen Gefäßsegmenten. Letzteres gilt insbesondere, wenn Atherothrombektomiekatheter eingesetzt werden, welche sowohl Blutgerinnsel als auch Gefäßwandauflagerungen in einem Arbeitsgang entfernen. Die vollständige oder teilweise Entfernung der Gefäßauflagerung gereicht auch möglichen additiven Verfahren wie Ballondilatation und/oder Stenting zum Vorteil, da wegen der Materialabtragung die Gefäßwand weniger stark überdehnt werden muss und so weniger Komplikationen und Rezidive auftreten.